# Marble Hill
Marble Hill er en del af Manhattan bykommune, men ligger ikke på selve Manhattan-øen.

40°52′34″N 73°54′40″V / 40.876111111111°N 73.911111111111°V